# Virginia Slims of Indianapolis 1973
Virginia Slims of Indianapolis 1973  — жіночий тенісний турнір, що проходив на закритих кортах з твердим покриттям Convention-Expo Center в Індіанаполісі (США). Належав до Virginia Slims Circuit 1973. Турнір відбувся вдруге і тривав з 22 до 26 лютого 1973 року. Третя сіяна Біллі Джин Кінг здобула титул в одиночному розряді й отримала за це 6 тис. доларів США. У півфіналі Кінг, після тримісячної перерви в грі, відіграла три матч-боли проти Маргарет Корт і завершила переможну серію Корт з 12 турнірів (54 матчів). 

## Фінальна частина

### Одиночний розряд
Біллі Джин Кінг —  Розмарі Касалс 5–7, 6–2, 6–4

### Парний розряд
Розмарі Касалс /  Біллі Джин Кінг —  Маргарет Корт /  Леслі Гант 7–5, 6–4

## Розподіл призових грошей
| Дисципліна       | П      | F      | 3-тє   | 4-те   | ЧФ     | 1/8 |
| Одиночний розряд | $6,000 | $3,000 | $1,950 | $1,600 | $1,000 | ?   |